# ГЕС Повазька Бистриця
ГЕС Повазька Бистриця — гідроелектростанція в Жилінському краї на півночі Словаччини. Входить до каскаду ГЕС на річці Ваг.
Введена в експлуатацію у 1964 році на Гриковському каналі (словац. Hrikovsky kanal), що виходить із Гриковського водосховища на Вазі та прямує правобережжям основного річища річки. Розміщена нижче за течією за кілька кілометрів від ГЕС Мікшова, спорудженої на тому ж каналі роком раніше.
Будівля ГЕС містить три гідроагрегати з турбінами типу Каплан загальною потужністю 55,2 МВт, які забезпечують середньорічний виробіток на рівні 115 млн кВт·год.